# Natte sokken
Natte sokken is een lied van de Algerijns-Franse rapper Boef in samenwerking met de Nederlandse rapper KA. Het werd in 2023 als single uitgebracht en stond in hetzelfde jaar als elfde track op het album Luxeprobleem van Boef.

## Achtergrond
Natte sokken is geschreven door Ayoub Chemlali, Boris Kruyver en Sofiane Boussaadia en geproduceerd door Keyser Soze. Het is een nummer uit het genre nederhop. In het lied rappen de artiesten over hoe zij zich gedragen. Het is de eerste keer dat de artiesten met elkaar samenwerken.

## Hitnoteringen
De artiesten hadden succes met het lied in de hitlijsten van Nederland. Het piekte op de tiende plaats van de Nederlandse Single Top 100 en stond drie weken in deze hitlijst. Er was geen notering in de Nederlandse Top 40; het kwam hier tot de zestiende positie van de Tipparade. 